# Caisse auxiliaire d'assurance maladie-invalidité
La Caisse Auxiliaire d’Assurance Maladie-Invalidité (CAAMI) est une institution publique qui concerne la sécurité sociale en Belgique. Elle existe depuis 1955. Elle est constituée d'une administration centrale, établie à Bruxelles, de bureaux régionaux répartis dans chaque province et d'une série de petites permanences.

## Rôle
Comme les mutualités, la CAAMI offre à ses membres l’assurance maladie-invalidité obligatoire.
L’assurance soins de santé obligatoire offre à tous (travailleurs et indépendants, chômeurs, pensionnés, bénéficiaires d’un revenu d’intégration sociale, étrangers… ) une intervention financière pour: 
- des visites médicales (docteurs, dentistes, kinés...);
- des médicaments;
- une partie des frais d'hospitalisation;
- etc.

Dans le cadre de l’assurance invalidité et indemnités, elle procure également des revenus de remplacement.
Au contraire des mutualités, la CAAMI ne propose aucune assurance complémentaire payante.

## Missions

### Missions au service des bénéficiaires d’un statut national
Depuis le 1er mai 2017, la CAAMI a repris partiellement les missions de l’Institut National des Invalides de Guerre, Anciens combattants et Victimes de guerre (INIG). Les remboursement des soins de santé et d’action sociale, ainsi que les services aux ressortissants de l'INIG est une tache de la CAAMI.

### Missions au service des anciens assurés de la Caisse de secours et de Prévoyance en faveur desMarins(CSPM)
Depuis le 1er janvier 2018, la CAAMI a repris officiellement les tâches soins de santé et sociales pour les assurés actifs dans la Marine marchande belge.
Pour eux, la CAAMI agit comme organisme assureur et assume toutes les prestations de l'assurance obligatoire soins de santé et indemnités.
Leurs dossiers sont traités par un service spécifique installé au sein du bureau anversois de la CAAMI.
La CAAMI accomplit diverses missions au service d’autres institutions ou de publics plus limités. Ces missions peuvent être permanentes ou limitées dans le temps.
Il s’agit par exemple du projet Médiprima, des recherches d’assurabilité à l’étranger,…

### Contrôle et gestion
En tant qu’institution publique, la CAAMI est dirigée par un Comité de gestion paritaire représentant les organisations d’employeurs et de travailleurs.
Elle signe avec son ministre de tutelle un Contrat d’administration valable pour 3 ans.
Institution fédérale, elle est contrôlée par la Cour des Comptes.